# Římskokatolická farnost u kostela sv. Jakuba, Brno
Římskokatolická farnost u kostela sv. Jakuba, Brno je územní společenství římských katolíků v rámci brněnského děkanství brněnské diecéze.

## Historie farnosti
Farní kostel je pozdně gotický kostel nacházející se na Jakubském náměstí v brněnské čtvrti Brno střed, jehož historie sahá až do počátku 13. století.
V době svého založení byl kostel určen hlavně pro německé obyvatelstvo, které se usadilo kolem dnešní Běhounské ulice. Založení kostela se předpokládá v období, které je vymezeno vládou Vladislava Jindřicha, tedy mezi roky 1201–1222.

## Duchovní správci
Farářem byl do července 2019 Mons. ThLic. Václav Slouk, který je zároveň děkan brněnský. Spolu s ním byl od srpna 2014 ustanoven farní vikář R. D. Jiří Cajzl. Toho k 1. srpnu 2019 vystřídal jako farář R. D. Jan Pacner.

## Bohoslužby
| Kostel         | Místo | Bohoslužba (den)                                 | Hodina                      | Poznámka     |
| -------------- | ----- | ------------------------------------------------ | --------------------------- | ------------ |
| svatého Jakuba | Brno  | neděle pondělí úterý středa čtvrtek pátek sobota | 9.30,19.00 19.00 19.00 8.00 | farní kostel |

## Aktivity farnosti
Ve farnosti jsou čtyři pěvecké sbory (sbor dětí, Jakubák, velký chrámový sbor a slovenský sbor Jakubčatá), každý týden se v kostele věřící modlí růženec, probíhá Eucharistická adorace a konají se ministrantské schůzky. Zájemci mají možnost přípravy na křest a biřmování. Každý čtvrtek se konají biblické hodiny. Výuka náboženství se koná na faře a na ZŠ Rašínova. K dispozici je nedělní farní kavárna a čajovna. V době turistické sezóny (přibližně od května do října) farníci zabezpečují od úterý do soboty průvodcovskou službu v kostele. Aktivní jsou modlitební společenství mládeže, neokatechumenátní společenství a schönstattské hnutí. Od roku 2001 pořádá farnost Jakubský ples. 
Od ledna 2015 procházel farní kostel rekonstrukcí, hlavním důvodem je havarijní stav elektroinstalace a nutnost zpevnění statiky. V chrámové věži přitom vzniknou nové prostory s expozicí o historii kostela. Náklady na opravy dosáhly přibližně 37 milionů korun, větší část prostředků se farnosti podařilo zajistit z tzv. norských fondů, 12 milionů korun uhradili farníci,dvěma miliony korun přispěl Jihomoravský kraj.
Ve farnosti se pravidelně koná tříkrálová sbírka. Při sbírce v roce 2016 se vybralo více než 24 tisíc korun.

## Primice
Dne 25. června 2005 slavil primici ve farnosti novokněz P. Mgr. Michal Mareš.